# Condado de Barbate
El condado de Barbate es un título nobiliario español creado por el rey Alfonso XIII en favor de Serafín Romeu y Fages, diputado a Cortes y uno de los grandes impulsores del desarrollo de la localidad gaditana de Barbate a principios del siglo XX, mediante real decreto del 6 de marzo de 1922 y despacho expedido el 9 de junio del mismo año.

## Condes de Barbate
|                           | Titular                    | Periodo                   |
| Creación por Alfonso XIII | Creación por Alfonso XIII  | Creación por Alfonso XIII |
| ------------------------- | -------------------------- | ------------------------- |
| I                         | Serafín Romeu y Fages      | 1922-1937                 |
| II                        | Enrique Romeu y Palazuelos | 1953-¿?                   |
| III                       | Enrique Romeu y Ramos      | 2002-hoy                  |

## Historia de los condes de Barbate
- Serafín Romeu y Fages (c. 1880-1937), I conde de Barbate, consejero del Banco de España (1924-1939), Gran Cruz de la Orden del Mérito Civil (1930).[3]

Casó con María Sebastiana Limón y Caballero. Sin descendientes. El 9 de junio de 1953 le sucedió el hijo de su primo hermano Cristóbal Romeu y Zarardieta y de su mujer Carmen Palazuelos y Miravent:
- Enrique Romeu y Palazuelos, II conde de Barbate, comendador de número de la Orden del Mérito Civil, director del Instituto de Estudios Colombinos de la isla de la Gomera, miembro del Instituto de Estudios Canarios.[6]

Casó con Adela Ramos Chápuli de las Faces. El 29 de abril de 2002, previa orden del 25 de marzo del mismo año para que se expida la correspondiente carta de sucesión (BOE del 18 de abril), le sucedió su hijo:
- Enrique Romeu Ramos (n. Madrid, 11 de marzo de 1940), III conde de Barbate, embajador de España, Cruz de Caballero de la Orden del Mérito Civil y Cruz de Oficial de la misma orden, Cruz de Caballero de la Orden de Carlos III, Cruz de Caballero y Encomienda de la Orden de Isabel la Católica, comendador de la Orden del Mérito de la República Italiana, caballero de la Orden de Sikatuna de la República de Filipinas, caballero de la Orden del Mérito en el Servicio Diplomático de la República de Corea.[8]

Casó el 25 de julio de 1965, en Madrid, con María de la Purificación Delgado y Ruiz (n. 1944).